# Reconhecimento do casamento entre pessoas do mesmo sexo na Armênia
O casamento entre pessoas do mesmo sexo e as uniões civis não são legais na Armênia. A Constituição do país limita o casamento civil a casais de sexo oposto, não reconhecendo a realização do casamento entre pessoas do mesmo que for realizado nos limites territoriais de soberania armênia.

## História

Casamento homossexual reconhecido
Uniões civis reconhecidas
Concubinato homossexual reconhecido
Não reconhecido ou status desconhecido
Casamento homossexual proibido

Em 2006, um casal do mesmo sexo celebrou uma cerimônia de casamento informal no país na Catedral de Echemiazim (Santa Sé da Igreja Apostólica Armênia). O artigo publicado sobre este casamento improvisado no jornal "168 Zham" (168 Horas) provocou um escândalo e indignação de meios de comunicação conservadores locais, políticos e funcionários religiosos.
As uniões civis e os casamentos do mesmo sexo não são legais na Armênia e há pouco debate público sobre a questão. O governo mantém laços estreitos com a Igreja Apostólica Armênia, que se opõe ao casamento entre pessoas do mesmo sexo.
Após as alterações em 2015, a Constituição diz o seguinte:
- Artigo 35. Liberdade para se casar:[1]

1. Uma mulher e um homem que tenham atingido a idade devem ter o direito de se casar e formar uma família com livre expressão de sua vontade. A idade e o procedimento para casamento e divórcio serão prescritos por lei.
2. Uma mulher e um homem têm direito a direitos iguais quanto ao casamento, durante o casamento e na sua dissolução.
3. A liberdade de casar pode ser restrita apenas por lei, com o objetivo de proteger a saúde e a moral.

### Reconhecimento de casamentos realizados no exterior
Em 3 de julho de 2017, o Ministério da Justiça declarou que todos os casamentos realizados no exterior são válidos na Armênia, incluindo casamentos entre pessoas do mesmo sexo. De acordo com o Código da Família, os casamentos entre cidadãos armênios, entre cidadãos armênios e estrangeiros ou apátridos, que foram registrados fora da Armênia, são válidos dentro do país após a legalização consular.
Não se sabe se este reconhecimento dá aos casais do mesmo sexo armênio quaisquer direitos ou proteções nos termos da legislação nacional.